# Bulgari bessarabi
I bulgari bessarabi (in bulgaro: бесарабски българи, in romeno: bulgari basarabeni) sono una minoranza etnica e una minoranza linguistica della regione storica di Bessarabia, oggi divisa tra Ucraina (regione di Odessa) e Moldavia.

## Storia

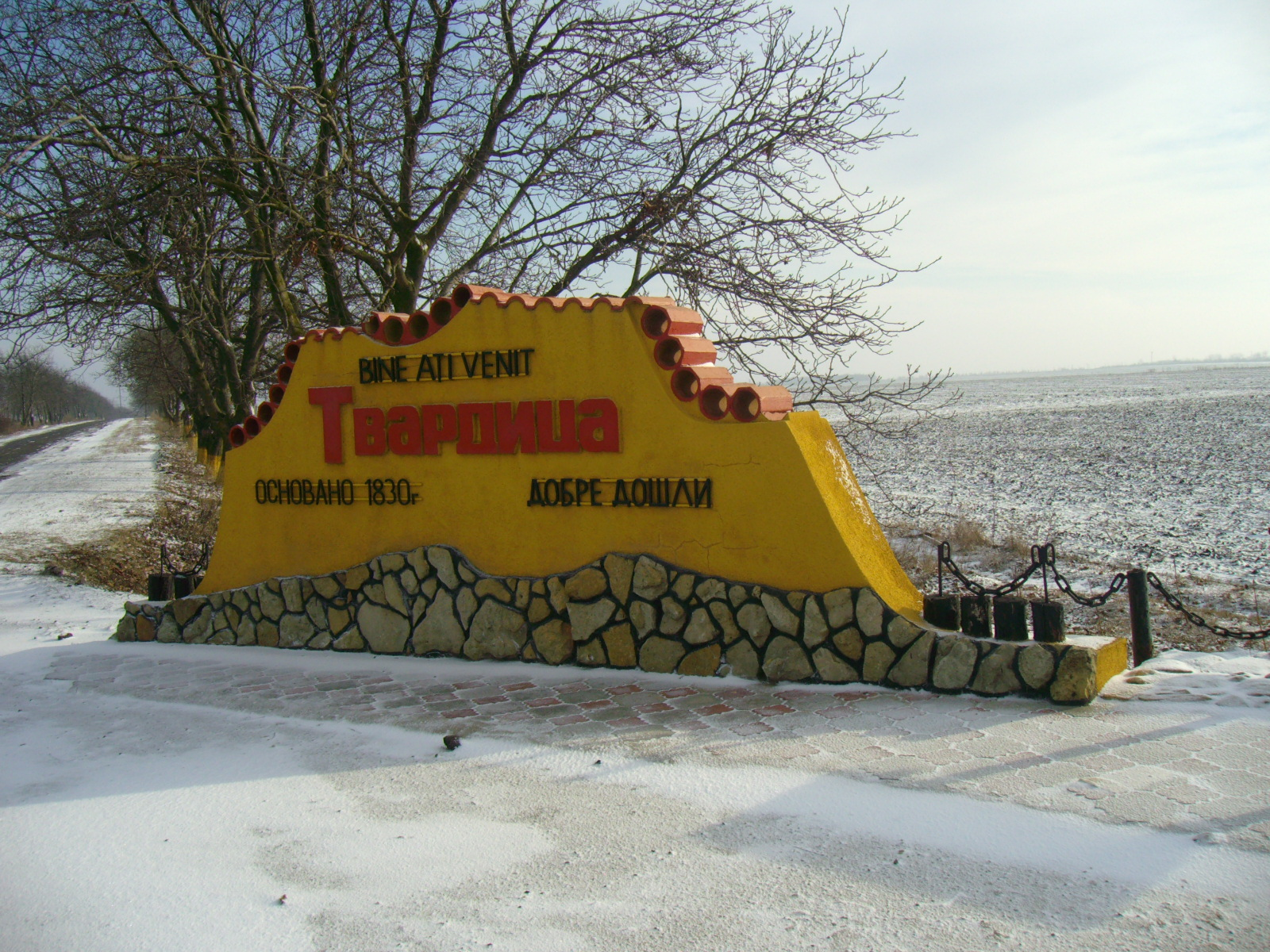
Un cartello di benvenuto a Tvardiza, Moldavia, scritto in bulgaro

I bulgari s'insediarono in Bessarabia tra la fine del XVIII e la prima metà del XIX secolo. Nonostante ne sia stata attestata la presenza già nel 1769, è con i conflitti russo turchi del 1806-12 e 1828-29 che arriveranno in Bessarabia la maggioranza dei coloni bulgari. Nel corso delle due guerre infatti, molti bulgari avevano parteggiato per i russi, affini per lingua, tradizioni e religione rendendosi così invisi agli occhi delle autorità ottomane. Dalla parte orientale della Bulgaria iniziò così una migrazione verso le terre della Bessarabia, rimaste semidisabitate dopo che i russi, che avevano conquistato questa regione nel 1812, ne avevano scacciato le popolazioni nogai che precedentemente le abitavano. Una volta insediatisi, i bulgari fondarono le loro città, come Bolhrad e Taraclia, all'interno delle quali realizzarono scuole e chiese bulgare. Nel 1856, con la firma del trattato di Parigi, l'unità territoriale della Bessarabia sud-occidentale venne spezzata: una parte dei villaggi bulgari rimase sotto l'autorità russa, mentre l'altra finì sotto la giurisdizione del Principato di Moldavia. Nel 1878 tutta la Bessarabia tornò sotto l'autorità russa e le politiche di russificazione nei confronti delle minoranze, ivi compresa quella bulgara, si fecero molto più pesanti ed incisive. Nello stesso periodo gli intellettuali della comunità fecero ritorno nel Principato di Bulgaria che proprio in quell'anno aveva ottenuto l'indipendenza e stava costruendo le sue strutture statali. Tra il 1918 ed il 1940 la Bessarabia fu annessa al Regno di Romania che cercò di attuare una serie di politiche di rumenizzazione delle minoranze etniche. Dalla fine degli anni ottanta i bulgari bessarabi hanno ristabilito intensi collegamenti culturali con la Bulgaria, beneficiando di cooperazioni bilaterali in particolare tra quest'ultima e la Moldavia.
Non sono però mancate polemiche e scontri tra i bulgari e i governi nazionali di Ucraina e Moldavia, specie in quest'ultima. Nel gennaio 1999 i bulgari di Taraclia, dove risiede circa la metà dei bulgari moldavi, votò in un referendum istituito per protestare contro le proposte di modifica di confini amministrativi. I cambiamenti avrebbero abolito il distretto (in russo rajon) di Taraclia, istituito in epoca sovietica, unendolo alla vicina contea di Cahul, per trasformare la popolazione bulgara da maggioranza locale assoluta (75%) a ristretta minoranza (16%). Il maggiore timore dei bulgari moldavi era di perdere i sussidi statali per i corsi di lingua bulgara, in seguito alla perdita del loro status di maggioranza locale. Il referendum, ritenuto illegale dalle autorità moldave, ottenne un plebiscito con il 92% dei voti contrari al cambiamento dei confini, segno che anche i moldavi etnici avevano sostenuto i loro connazionali di etnia bulgara.

Tensioni e potenziali scontri furono evitati grazie alla mediazione della Bulgaria e dell'Ucraina (tramite i rappresentanti della propria minoranza bulgara), grazie alla quale il 22 ottobre 1999 il Parlamento moldavo, pur con forti tensioni tra partiti, votò per il mantenimento del distretto di Taraclia nei suoi confini storici. Il distretto di Taraclia non gode di nessuno statuto speciale, pur costituendo di fatto una regione a maggioranza bulgara in Moldavia.

## Localizzazione e numero

### Ucraina

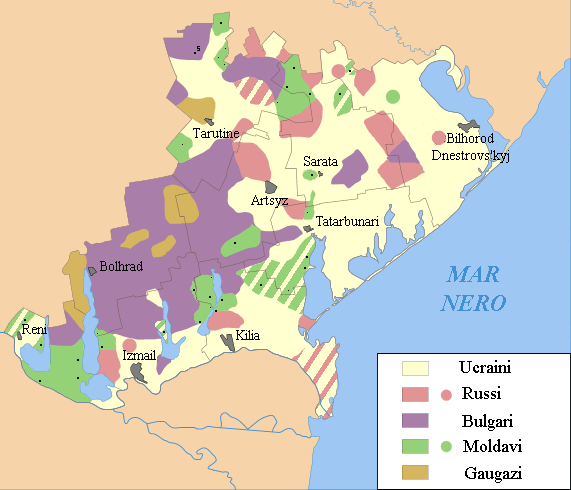
Mappa etnica della regione ucraina del Budjak.

Il censimento ucraino del 2001 ha contato un totale di 204.600 bulgari in Ucraina. Essi si dividono in oltre 129.000 nel Budjak (appartenente alla regione di Odessa, nella parte meridionale del Paese), e 75.000 altrove, per lo più in altre parti del sud dell'Ucraina, nelle regioni adiacenti a quella di Odessa.
I bulgari rappresentano la maggioranza del Distretto di Bolhrad (45.600 su 75.000 abitanti), pur essendo ampiamente rappresentati anche negli altri distretti. I bulgari rappresentano il 4% degli abitanti di Bilhorod-Dnestrovsky il che li rende la terza più grande etnia della città.

### Moldavia

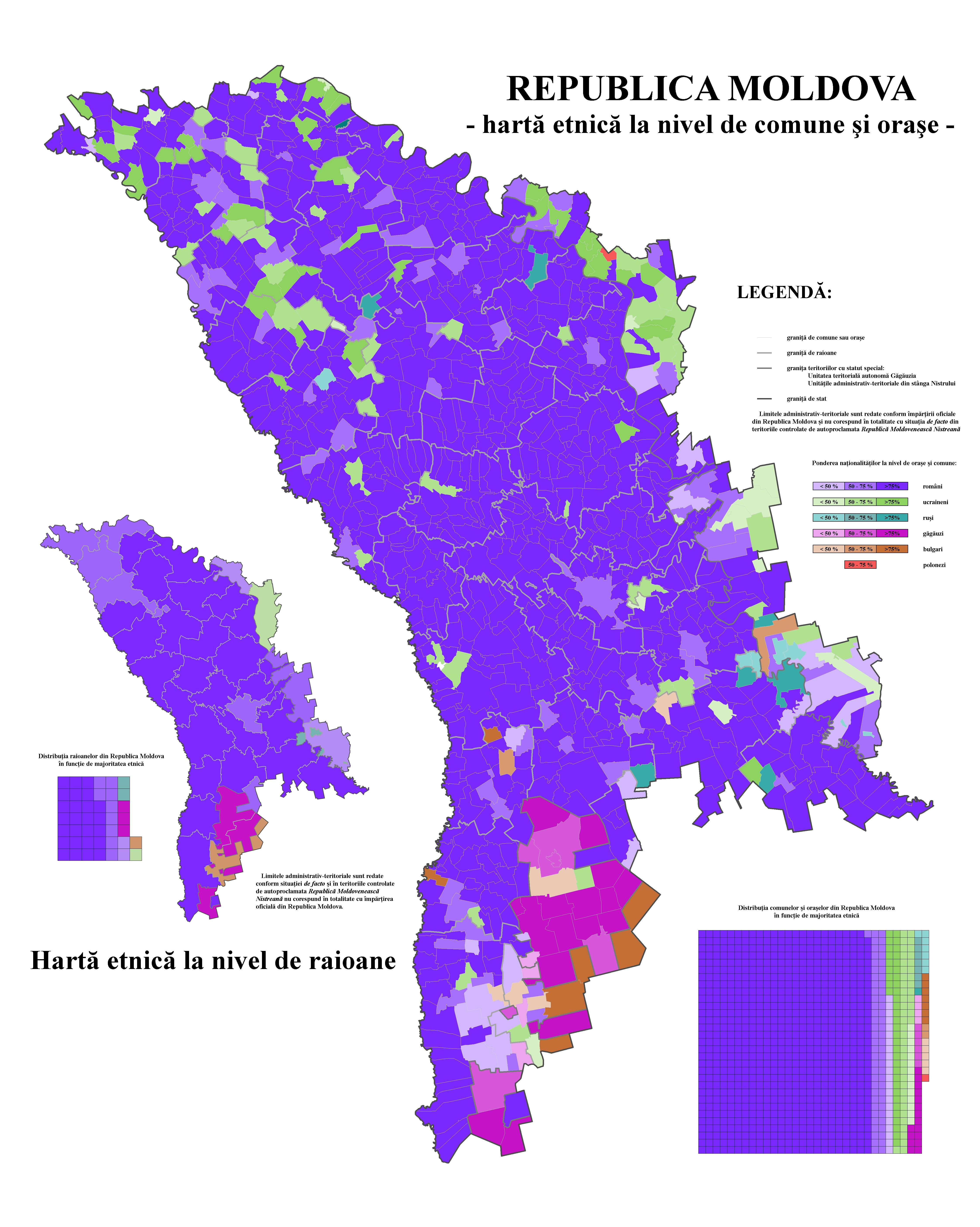
Composizione etnica a livello comunale della Moldavia.

Secondo le più recenti rilevazioni (2008), i bulgari bessarabi della moldavia sono 65.662, circa il 2% della popolazione moldava (esclusa la regione di Transnistria. Sono concentrati soprattutto nelle regioni meridionali, in particolare nel distretto di Taraclia.
 Secondo il censimento del 2004, in Transnistria risiedono 13.679 Bulgari, quasi il 6% della popolazione totale.
I Bulgari della Bessarabia rappresentano la maggioranza assoluta nella città di Taraclia (78% della popolazione cittadina) e in altri otto comuni moldavi:
- Tvardița, distretto di Taraclia (91.7% della popolazione)
- Corten, distretto di Taraclia (87.5% della popolazione)
- Colibabovca, distretto di Leova (81.8% della popolazione)
- Cairaclia, distretto di Taraclia (81.6% della popolazione)
- Stoianovca, distretto di Cantemir (76.9% della popolazione)
- Valea Perjei, distretto di Taraclia (76% della popolazione)
- Vozneseni, distretto di Leova (70.5% della popolazione)
- Parcani, Transnistria, circa 60% della popolazione

## Lingua
In Ucraina, il 64% dei bulgari etnici (130.944) parla il bulgaro come lingua madre, mentre il 30,3% (61.994) parla il russo come prima lingua. Il restante si divide tra madrelingue ucraini (5%) e altre lingue (0,5%).
In Moldavia, il 79% dei bulgari etnici (51.873) ha dichiarato il bulgaro propria lingua madre, e il 68% (44.650) ha dichiarato il russo come seconda lingua.
Pur con le dovute cautele (i dati si riferiscono al 2001 per l'Ucraina e al 2008 per la Moldavia), si può affermare che tra i Bulgari della Bessarabia si trovano 182.817 bulgarofoni madrelingua. Il bulgaro è quindi la lingua madre della maggioranza dei bulgari etnici bessarabi pari al 67,6% del totale. La percentuale è maggiore se si considera chi parla bulgaro come lingua non materna.
| Nazione  | Bulgari etnici | Bulgarofoni madrelingua | %     |
| -------- | -------------- | ----------------------- | ----- |
| Moldavia | 65.662 (2008)  | 51.873 (2008)           | 79%   |
| Ucraina  | 204.600 (2001) | 130.944 (2001)          | 64%   |
| Totale   | 270.262        | 182.817                 | 67,6% |